# Cupania impressinervia
Cupania impressinervia är en kinesträdsväxtart som beskrevs av P. Acevedo-rodriguez. Cupania impressinervia ingår i släktet Cupania och familjen kinesträdsväxter. Inga underarter finns listade i Catalogue of Life.